# Julio Kaplan
Julio Argentino Kaplan Pera (25 de julio de 1950, Argentina) es un ajedrecista puertorriqueño, que posee el título de Maestro Internacional; fue campeón mundial juvenil en 1967.
Kaplan nació en Argentina, donde aprendió a jugar al ajedrez; fue alumno de Jacobo Bolbochán. En 1964 emigró con su familia a Puerto Rico. En 1967 se mudaron a Estados Unidos, donde Kaplan ingresó a la Universidad de Berkeley. Se graduó en 1972. Más adelante se fue alejando de la práctica del juego para dedicarse a su profesión de programador de computadoras. Es autor de varios programas para jugar ajedrez.
En 1967, tras ganar el campeonato nacional de Puerto Rico, Kaplan conquistó inesperadamente el Campeonato mundial juvenil de ajedrez celebrado en Jerusalén, por delante de los conocidos Raymond Keene, Jan Timman y Robert Hübner, por lo que se convierte en Maestro Internacional de la FIDE.
- En 1968 empató los puestos 6-9 en Málaga.
- En 1969 ocupó el cuarto lugar en el campeonato mundial juvenil de Estocolmo, que ganó Anatoli Kárpov.
- En 1969 empató el octavo puesto en San Juan (Borís Spasski ganó).
- En 1970 triunfó en el Sexto Abierto de El Segundo, el Sexto Abierto Internacional de Monterrey, y el Segundo Campeonato de California Central, disputado en Hayward.
- En 1971 ganó el 22.º Abierto Anual de California, dispuatdo en Fresno.
- En 1973 ocupó el octavo lugar en San Pablo (Ostojic ganó).
- En 1973 empató el 12.º lugar en Madrid (Kárpov venció).
- En 1974 empató el segundo puesto con Florin Gheorghiu, detrás de Svetozar Gligorić, en Los Ángeles.

Kaplan jugó para el equipo nacional de Puerto Rico en cuatro Olimpiadas:
- En 1966, como segundo suplente en la 17.ª Olimpiada de La Habana (+6 –4 =4).
- En 1968, como primer tablero en la 18.ª Olimpiada de Lugano (+1 –1 =4).
- En 1970, como primer tablero en la 19.ª Olimpiada de Siegen (+5 –1 =7).
- En 1972, como primer tablero en la 20.ª Olimpiada de Skopje (+7 –1 =9).

En 1966 y 1971 jugó para el equipo nacional de Puerto Rico y en 1976 para el de EE. UU. en los campeonatos mundiales estudiantiles:
- En 1966, como tercer tablero en el de Örebro (+7 –1 =3) (medalla de oro).
- En 1971, como primer tablero en el de Mayagüez (+4 –2 =6).
- En 1976, como primer tablero en el de Caracas (+3 –0 =5) (medalla de plata).